# Siduri

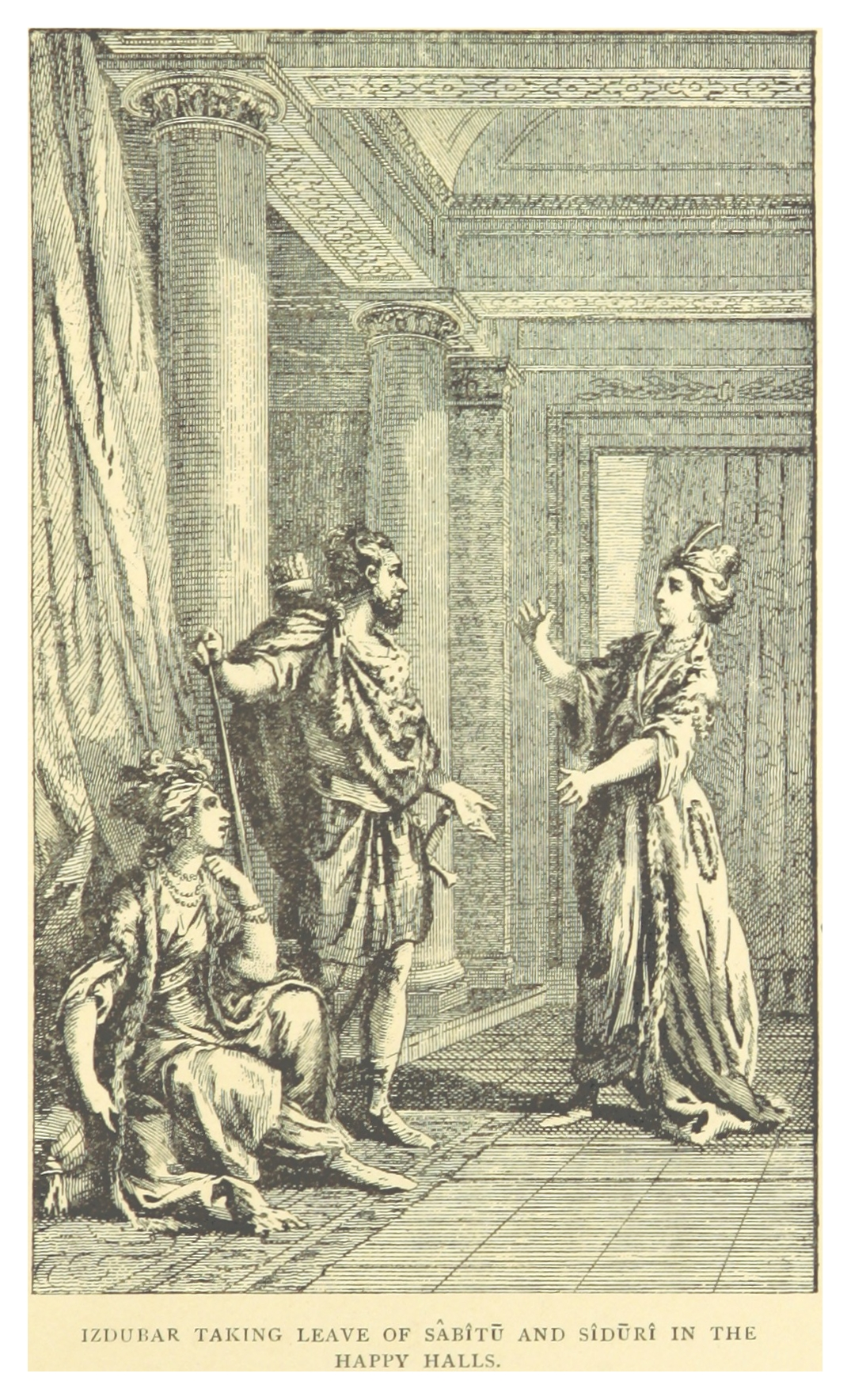
Izdubar prenant congé de Sabitu et Šiduri.

Siduri ou Shiduri (Šiduri) est un personnage de l'Épopée de Gilgamesh qui est une brasseuse, cabaretière.

## Rôle dans l'Épopée de Gilgamesh
Au début de la tablette X de l'Épopée de Gilgamesh, Siduri accueille dans sa taverne Gilgamesh après une marche épuisante et tente de le dissuader de poursuivre sa quête. Elle finit par indiquer à Gilgamesh comment trouver Urshanabi (en) pour qu'il poursuive sa quête. 
Comme l'explique Jean Bottéro, historien assyriologue et traducteur de L'Épopée : « Elle [Siduri] est une femme et même une femme mariée comme l'indique le voile qu'elle porte. Elle appartient au monde surnaturel car son nom est précédé en cunéiforme du signe indicatif des divinités. Et c'est une tavernière c'est-à-dire, selon l'usage en vigueur vers le milieu du IIe millénaire av. J.-C. (ensuite le rôle a été pris par les hommes) qu'elle tient une sorte d'estaminet dans lequel elle vend de la bière qu'elle confectionne à l'aide de son attirail professionnel. »
Selon Jean Bottéro : « Elle était surtout nécessaire à l'auteur pour renseigner Gilgamesh, et le folklore n'a pas toujours besoin de logique. ».

## Origine du nom
En akkadien, la langue de l’Épopée de Gilgamesh, ce nom pourrait se comprendre comme Si-dūri « Elle est mon rempart ». Le mot šiduri signifie « jeune femme » en hourrite, une langue parlée dans le nord de la Mésopotamie et en Syrie, mais on ne sait pas si cela a un lien avec le personnage de l’Épopée de Gilgamesh. C'est aussi une épithète divine employée pour la déesse Inanna/Ishtar.